# Artur Davtyan
Artur Davtjan (født 8. august 1992) er en armensk gymnast, der har specialiseret sig i redskabsgymnastik.
Under Sommer-OL 2012 i London repræsenterede han sit land, hvor hans bedste resultat var nummer 33 i bensving.
Under sommer-OL 2020 i Tokyo, som blev afholdt i 2021, tog han bronze i spring over hest.
Davtyan vandt sølv på spring over hest ved sommer-OL 2024, den første medalje til Armenien ved OL i 2024.